# Boys Keep Swinging
Boys Keep Swinging is een nummer van Britse muzikant David Bowie en de achtste track van zijn album Lodger uit 1979. Het nummer werd in april 1979, één maand voor de release van het album, uitgebracht als de leadsingle en werd een top 10-hit in Bowie's thuisland.

## Achtergrond
Tijdens de opnamen voor Lodger wilde Bowie een garageband-stijl vastleggen voor dit nummer. Producer Brian Eno dacht dat de beste manier om dit te bereiken was om de band van instrumenten te laten wisselen, en Bowie was het met hem eens. Zo bespeelde gitarist Carlos Alomar de drums en drummer Dennis Davis kwam op de basgitaar terecht.
Het nummer bevat precies dezelfde akkoorden als de B-kant "Fantastic Voyage", dat ook op het album Lodger staat. Bowie's platenlabel RCA Records koos er niet voor om het nummer op single uit te brengen in de Verenigde Staten en bracht "Look Back in Anger" uit. Bowie voerde het nummer uit tijdens Saturday Night Live op 15 december 1979, waarbij hij met behulp van special effects een poppenlichaam kreeg. Tijdens de uitzending werden de regels "life's a pop o'the cherry" en "other boys check you out" gecensureerd door NBC, dat wel het stuiterende fallussymbool van de pop aan het einde van het nummer miste.
Voor het eerst sinds "Sound and Vision" uit 1977 bereikte Bowiei in thuisland het Verenigd Koninkrijk weer de top 10 van de UK Singles Chart met "Boys Keep Swinging". In Nederland werd de plaat veel gedraaid op Hilversum 3 en werd een hit. De plaat bereikte de 17e positie in de Nederlandse Top 40. In zowel de Nationale Hitparade als de TROS Top 50 werd de 16e positie bereikt. In België bereikte de single de 18e positie in de Vlaamse Radio 2 Top 30.
Tijdens een interview in 2000 zei Bowie over het nummer: "Ik voel niet dat er iets glorieus is aan het zijn van man of vrouw. Ik was alleen aan het spelen met het idee van de rollen van de geslachten."

## Tracklijst
- Beide nummers geschreven door David Bowie en Brian Eno.

1. "Boys Keep Swinging" - 3:17
2. "Fantastic Voyage" - 2:55

## Muzikanten
"Boys Keep Swinging"
- David Bowie: leadzang, gitaar
- Adrian Belew: gitaar
- Dennis Davis: basgitaar
- Tony Visconti: basgitaar
- Carlos Alomar: drums
- Brian Eno: piano
- Simon House: viool

"Fantastic Voyage"
- David Bowie: leadzang, piano
- Adrian Belew: mandoline
- Dennis Davis: percussie
- Tony Visconti: mandoline, achtergrondzang
- Brian Eno: ambient drone
- Simon House: mandoline
- Sean Mayes: piano

## Hitnoteringen

### Nederlandse Top 40
| Hitnotering: 26-05-1979 t/m 14-07-1979 | Hitnotering: 26-05-1979 t/m 14-07-1979 | Hitnotering: 26-05-1979 t/m 14-07-1979 | Hitnotering: 26-05-1979 t/m 14-07-1979 | Hitnotering: 26-05-1979 t/m 14-07-1979 | Hitnotering: 26-05-1979 t/m 14-07-1979 | Hitnotering: 26-05-1979 t/m 14-07-1979 | Hitnotering: 26-05-1979 t/m 14-07-1979 | Hitnotering: 26-05-1979 t/m 14-07-1979 | Hitnotering: 26-05-1979 t/m 14-07-1979 |
| Week:                                  | 1                                      | 2                                      | 3                                      | 4                                      | 5                                      | 6                                      | 7                                      | 8                                      |                                        |
| -------------------------------------- | -------------------------------------- | -------------------------------------- | -------------------------------------- | -------------------------------------- | -------------------------------------- | -------------------------------------- | -------------------------------------- | -------------------------------------- | -------------------------------------- |
| Positie:                               | 35                                     | 27                                     | 21                                     | 18                                     | 17                                     | 20                                     | 34                                     | 39                                     | uit                                    |

### Nationale Hitparade
| Hitnotering: 26-05-1979 t/m 14-07-1979 | Hitnotering: 26-05-1979 t/m 14-07-1979 | Hitnotering: 26-05-1979 t/m 14-07-1979 | Hitnotering: 26-05-1979 t/m 14-07-1979 | Hitnotering: 26-05-1979 t/m 14-07-1979 | Hitnotering: 26-05-1979 t/m 14-07-1979 | Hitnotering: 26-05-1979 t/m 14-07-1979 | Hitnotering: 26-05-1979 t/m 14-07-1979 | Hitnotering: 26-05-1979 t/m 14-07-1979 | Hitnotering: 26-05-1979 t/m 14-07-1979 |
| Week:                                  | 1                                      | 2                                      | 3                                      | 4                                      | 5                                      | 6                                      | 7                                      | 8                                      |                                        |
| -------------------------------------- | -------------------------------------- | -------------------------------------- | -------------------------------------- | -------------------------------------- | -------------------------------------- | -------------------------------------- | -------------------------------------- | -------------------------------------- | -------------------------------------- |
| Positie:                               | 32                                     | 33                                     | 23                                     | 19                                     | 16                                     | 23                                     | 34                                     | 44                                     | uit                                    |

### TROS Top 50
Hitnotering: 17-05-1979 t/m 05-07-1979 met als hoogste notering #16.